# ソリヴィチェゴドスク
座標: 北緯61度20分 東経46度55分 / 北緯61.333度 東経46.917度

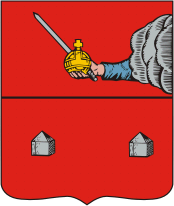
ソリヴィチェゴドスクの紋章

ソリヴィチェゴドスク（ソリヴィチェゴーツク、Сольвычегодск, Solvychegodsk）はロシアのアルハンゲリスク州南部にある町。人口は1,952人（2021年）。ヴィチェグダ川の右岸に位置する。25km西の下流には、ヴィチェグダ川が北ドヴィナ川に合流するコトラスの街があり、さらに下流にはかつてロシアの唯一の海港だった白海の街アルハンゲリスクがある。町の名前は、ヴィチェグダ川の塩の町を意味する。
ソリヴィチェゴドスクの町は14世紀、ソリャノエ湖の湖岸に作られた。15世紀にはウソルスク（Усольск）と呼ばれており、貴重品である塩の生産で栄えていた。ロシア最大の豪商だったストロガノフ家は16世紀初頭、この地で製塩業を手がけ財を成して大商人へとなっていった。16世紀から17世紀、アルハンゲリスクとモスクワを結ぶ陸路・水路の途上にあるソリヴィチェゴドスクはロシア北部の商業・工芸・文化の中心として大いに繁栄し、特にエナメル産業で知られていた。またソリヴィチェゴドスクの毛皮商人は遠く東シベリアなどへも進出した。
ロシアがバルト海へ進出した18世紀以降は緩やかに衰退し、流刑地となった。1937年にヴォログダ州からアルハンゲリスク州に管轄が変わり現在に至っている。現在はソリャノエ湖の泥や鉱泉を生かした温泉保養地となっている。